# シェラトン湖州温泉リゾート
シェラトン湖州温泉リゾート（中国語:湖州喜来登温泉度假酒店）は、中華人民共和国の浙江省湖州市にあるシェラトンのホテル。

## 概要
太湖のほとりに立つ超高層ホテル。高さは102mで、トーラス体の特徴的な構造となっており、ドーナツホテルなどの愛称がある。
馬岩松（MADアーキテクツ）が設計したホテルで、客室は321室。
2008年に工事に着手し、2012年9月に完成した。開業は2013年である。
2013年のエンポリス・スカイスクレイパー賞3位を受賞。東方之門などとともに特異な形状の超高層ビルとして紹介されることも多い。